# Bredskäret, Korsnäs
Bredskäret med Bräckskäret i norr och Storbåda i väster är en ö i Finland. Den ligger i Norra kvarken och i kommunen Korsnäs i landskapet Österbotten, i den västra delen av landet. Ön ligger omkring 27 kilometer sydväst om Vasa och omkring 360 kilometer nordväst om Helsingfors.
Öns area är 10,86 kvadratkilometer och dess största längd är 8,2 kilometer i nord-sydlig riktning. Ön höjer sig omkring 10 meter över havsytan. I omgivningarna runt Bredskäret växer i huvudsak blandskog.